# Виолончело
Виолончело је гудачки инструмент приближно двапут већих димензија од виолине, а обод му је сразмерно и шири. Услед тога се, нужно, другачије и држи при свирању: виолончело се држи међу ногама, ослоњено на колена, а посебном ножицом на под. Самим тим је различит и положај свирача према инструменту, што се одражава нарочито у техници леве руке: она може цела, укључујући и палац, да се попне на хватник, при чему притисак на жице палцем чини вештачко седло и ослонац осталим прстима. Тако су могућни и велики интервалски захвати, олакшано је залажење у високе позиције и омогућено извођење вештачких флажолета. Иначе је мензура овде, наравно још већа него код виоле.
Четири жице виолончела штимују се за октаву ниже од жица виоле: на тоновима a-d-G-C; тако да је ово већ инструмент дубоког, басовског регистра, па му је и основни кључ - басов. Међутим, захваљујући споменутим могућностима леве руке, која може ићи до краја хватника, па и даље, тонски опсег је чак и у оркестарском свирању сразмерно велик, тако да се у нотацији морају применити и други кључеви: првенствено тенорски С-кључ, али за највиши регистар и виолински.
Дугачке и дебље жице, као и овај велики резонатор, чине звук виолончела пуним и богатим, а на највишој, А-жици он може бити и веома продоран и раскошно распеван. Ово нарочито долази до изражаја у музици романтичног стила, па и самом инструменту даје наглашено такво обележје, уз основни, мужеван карактер; ипак, њему је доступан и знатан виртуозитет, који не заостаје за виолинским.
Виолончело је настало применом облика виолине на стару виола да гамба. Најстарији сачувани примерци потичу с краја 16. века, израђени у породици Амати.
Истакнути српски виолончелисти су: Ксенија Јанковић, Дејан Божић, Сандра Белић, Немања Станковић, Маја Богдановић, Драган Ђорђевић, Тијана Дапчевић...

## Етимологија
Назив чело је изведен од завршетка италијанске речи violoncello, што значи „мала виолина“. Виолон („велика виола“) је био члан породице веће величине од виоле (виола да гамба) или породице виолина (виола да брачо). Термин „виолон“ данас се обично односи на најнижи тон виола, породицу жичаних инструмената који су изашли из моде крајем 17. века у већини земаља осим Енглеске и, посебно, Француске, где су преживели још једно пола века пре него што је гласнија виолинска породица и у тој земљи стекла већу наклоност. У савременим симфонијским оркестрима ово је други по величини жичани инструмент (контрабас је највећи). Тако је назив „виолончело” садржавао и аугментатив „-он” („велики”) и деминутив „-чело” („мали”). На прелазу из 20. века постало је уобичајено да се назив скраћује у „'cello“, са апострофом који указује на недостајућу основу. Сада је уобичајено да се као пуна ознака користи „чело“ без апострофа. Виол је изведено од корена viola, које је изведено из средњовековног латинског vitula: што значи гудачки инструмент.

## Општи опис

### Подешавање
Виолончела се штимују у квинтама, почевши од Ц2 (две октаве испод средњег Ц), затим Г2, Д3, а затим А3. Виолончело се штимује је у потпуно истим интервалима и жицама као и виола, али за октаву ниже. Слично контрабасу, виолончело има завршну осовину која се ослања на под како би се подржала тежина инструмента. Виолончело је најтешње повезано са европском класичном музиком. Инструмент је део стандардног оркестра, као део гудачке секције, и бас звук гудачког квартета (иако му многи композитори дају и мелодијску улогу), као и део многих других камерних група.

### Радови
Међу најпознатијим барокним делима за виолончело су шест свита без пратње Јохана Себастијана Баха. Друга значајна дела укључују Сонате и Концерте Антонија Вивалдија и соло сонате Франческа Џеминијанија и Ђованија Бононћинија. Доменико Габријели је био један од првих композитора који је виолончело третирао као соло инструмент. Као инструмент континуираног баса, виолончело је вероватно коришћен у делима Франческе Качини (1587–1641), Барбаре Строци (1619–1677) са комадима као што су Il primo libro di madrigali, per 2–5 voci e basso continuo, op. 1, и Елизабет Жакет де Ла Гер (1665–1729) која је написала шест соната за виолину и basso continuo. Најранији познати приручник за учење виолончела, Principij da imparare a suonare il violoncello e con 12 Toccate a solo (пре 1753), Франческа Супријанија, датира из овог доба. Као што назив дела сугерише, он садржи 12 токата за соло виолончело, које су уз Свите за виолончело Јохана Себастијана Баха једна од првих дела те врсте.
Позната дела романтичарске ере укључују концерт Роберта Шумана, концерт Антоњина Дворжака, први концерт Камија Сен Санса, као и две сонате и Двоструки концерт Јоханеса Брамса. Преглед композиција за виолончело у ери романтизма мора укључити немачку композиторку Фани Менделсон (1805–1847) која је написала Фантазију у ге-молу за виолончело и клавир и Капричо у А-лествици за виолончело.
Током 2010-их, инструмент је био присутан у популарној музици, али се чешће користио у поп и диско музици 1970-их. Данас се понекад појављује у поп и рок снимцима, чији примери су наведени касније у овом чланку. Виолончело се такође појављивао у великим хип-хоп и Р&Б наступима, као што је наступ певачице Ријане и Ни-Јоа 2007. на Америчким музичким наградама. Инструмент је такође модификован за индијску класичну музику од стране Ненси Леш и Саскије Рао-де Хас.

## Историја
Породица виолина, укључујући инструменте величине виолончела, настала је око 1500 као породица инструмената која се разликује од породице виола да гамба. Најранији прикази виолинске породице, из северне Италије око 1530, приказују три величине инструмената, које отприлике одговарају ономе што данас зове виолина, виола и виолончело. Супротно популарној заблуди, виолончело није настало од виоле да гамба, већ је постојао поред ње око два и по века. Породица виолина је такође позната као породица виола да брачо (што значи виола руке), референца на примарни начин на који се држе чланови породице. Ово је да се разликује од породице виола да гамба (што значи виола ноге), у којој се сви чланови држе ногама. Вероватни претходници породице виолина укључују лиру да брачио и ребек. Најранија сачувана виолончела је направио Андреа Амати, први познати члан прослављене породице Амати лутијера.
Око 1700. године, италијански свирачи су популаризовали виолончело у северној Европи, иако је бас виолина (basse de violon) наставила да се користи још две деценије у Француској. Многе постојеће бас виолине су дословно смањене по величини да би се претвориле у виолончела према мањем узорку који је развио Страдиваријус, који је такође направио велики број великих виолончела старог узорка („Servais“). Величине, називи и штимови виолончела увелико су варирали у зависности од географије и времена. Величина није стандардизована све до 1750. године.
Виолончела из барокног доба су се разликовала од модерног инструмента на неколико начина. Врат има другачији облик и угао, који одговара барокном бас-бару и жицама. Поред тога, врат је обично краћи од оног код модерног виолончела, пошто се у барокној музици не захтевају највиши тонови. Модерна виолончела имају завршну осовину на дну која подржава инструмент (и преноси део звука кроз под), док барокна виолончела држе само листови свирача. Модерни лукови се савијају и држе за лучну жабу; Барокни лукови се извијају и држе се ближе тачки равнотеже лука. Модерне жице обично имају метално језгро, иако неке користе синтетичко језгро; Барокне жице су направљене од црева, а Г и Ц жице су намотане жицом. Модерна виолончела често имају фине штимере који повезују жице са репним делом, што знатно олакшава подешавање инструмента, али такве игле су неефикасне због флексибилности жица које се користе на барокним виолончелима. Све у свему, савремени инструмент има много већу напетост жица од барокног виолончела, што резултира гласнијим, више пројекцијским тоном, са мање призвука.
Неколико образовних дела посебно посвећених виолончелу постојало је пре 18. века, а она која постоје не садрже мало вредности за извођача осим једноставних приказа инструменталне технике. Један од најранијих приручника за виолончело је Méthode, thèorique et pratique pour apprendre en peu de temps le violoncelle dans sa perfection (Париз, 1741) Мишела Корета.